# Vasula
Vasula est un petit bourg de la Commune rurale de Tartu du comté de Tartu en Estonie .
Au 31 décembre 2011, il compte 273 habitants.